# Belvederski torzo
Belvederski torzo je fragment marmornega kipa golega moškega, na sprednji strani baze podpisanega z »Apollonios, sin Nestorja atenskega«, ki v antični literaturi ni omenjen. Zdaj je v Museo Pio-Clementino (inv. 1192) v Vatikanskih muzejih. Po podatkih Vatikanskih muzejev ga »najbolj sprejeta hipoteza identificira z Ajantom, Telamonovim sinom, med razmišljanjem o samomoru«.
Nekoč je veljalo, da je izvirnik iz prvega stoletja pred našim štetjem, vendar pa je zdaj bolj uveljavljena razlaga, da gre za kopijo starejšega kipa, ki je verjetno datiral v zgodnje 2. stoletje pred našim štetjem. Kipova figura je prikazana sedeča na živalski koži; natančna razlaga figure ostaja predmet razprave (možnosti so med drugim Herkul, Polifem in Marsias). Po tradicionalni razlagi upodablja Herakleja, sedečega na živalski koži, čeprav je bila v nedavnih študijah koža prepoznana kot tigrova in ne nemejskega leva, ki je bil Heraklejev simbol.
Izkrivljeni položaj trupa in mišičevja je zelo vplival na pozne renesančne, manieristične in baročne umetnike, med njimi tudi Michelangela in Rafaela. Že za časa Michelangelovega življenja je bilo splošno znano, da je občudoval Torzo, celo v tolikšni meri, da so mu nadeli nadimek »Michelangelova šola«.
Legenda pravi, da je papež Julij II. prosil Michelangela, naj kipu doda roke, noge in obraz. Ta je spoštljivo odklonil, češ da je prelep, da bi ga spremenili, in ga namesto tega uporabili kot navdih za številne figure v Sikstinski kapeli, vključno s Sibilami in preroki ob robu stropa. Belvederski torzo ostaja ena redkih starodavnih skulptur, občudovanih že v 17. in 18. stoletju, katerih ugled ni trpel v sodobnem času.

## Zgodovina in ponovno odkritje
Kip je dokumentiran v zbirki kardinala Prospera Colonna v Monte Cavallo v Rimu iz 1430-ih, ne zato, ker bi vzbudil občudovanje, temveč zato, ker je zgodovinar in epigraf Ciriaco d'Ancona (ali nekdo v njegovem neposrednem krogu) zapisal njegov podpis; šele generacijo pozneje je sprožil neoklasicizma. Zgodnje risbe Torsa so izdelali Amico Aspertini, ok. 1500–03, Martin van Heemskerck, ok. 1532−36 in Hendrick Goltzius, ok. 1590. Belvederski torzo je vstopil v vizualni repertoar poznavalcev in umetnikov, ki niso mogli obiskati Rima, z gravurami Giovanni Antonia da Brescie, okrog leta 1515. Okoli 1500 je bil v lasti kiparja Andree Bregna. V času plenjenja Rima leta 1527 se je nahajal v Palazzo Colonna, takrat je utrpel nekaj poškodb.
Kako je prišel v Vatikanske zbirke, je nejasno, toda do sredine 16. stoletja je bil nameščen v Cortile del Belvedere, kjer se je pridružil Belvederskemu Apolonu in drugim znanim rimskim kipom. »Laocoön je dva meseca po izkopavanju prišel v Belvedere«, je pripomnil Leonard Barkan, »Torzo je potreboval sto let«.
V 16. stoletju je bilo izdelanih več pomanjšanih bronastih kopij, ki so ga pogosto dopolnili kot sedečega Herkula.
Belvederski torzo je obiskal Britanski muzej leta 2015 za razstavo o človeškem telesu v starogrški umetnosti.

## Galerija
- Od zadaj
- Detajl
- Michelangelova Poslednja sodba. Sv. Jernej je prikazan z nožem njegovega mučeništva in njegovo kožo. Torzo je močno podoben Belvederjevemu torzu.